# Sangha Trinational
Sangha Trinational is een bosgebied, gelegen in de noordwestelijke Kongobekken, verdeeld over de landen Kameroen, de Centraal-Afrikaanse Republiek en Congo-Brazzaville. Het gebied omvat drie aaneengesloten nationale parken, met een totale grootte van ongeveer 750.000 hectare: Nouabalé-Ndoki, Dzanga-Ndoki en Lobéké. Tijdens de 36e sessie van de Commissie voor het Werelderfgoed (2012) werd het gebied tot werelderfgoed benoemd.

## Ecologie
Een groot deel van het gebied is niet beïnvloed door menselijke activiteit en beschikt over een breed scala van vochtige tropische bosecosystemen, met een rijke flora en fauna, met inbegrip van de nijlkrokodil (Crocodylus niloticus) en de roofvis Hydrocynus goliath. 
Sangha is de thuisbasis van grote populaties bosolifanten (Loxodonta cyclotis), de bedreigde westelijke laaglandgorillas (Gorilla gorilla gorilla) en bedreigde chimpansees.